# Episodi di Benvenuti in famiglia (seconda stagione)
La seconda stagione della serie televisiva Benvenuti in famiglia, composta da 13 episodi, viene trasmessa sulla rete catalana TV3 dal 14 gennaio all'8 aprile 2019.
In Italia, la stagione è inedita.
| n° | Titolo originale  | Titolo italiano | Prima TV Spagna  | Pubblicazione Italia |
| -- | ----------------- | --------------- | ---------------- | -------------------- |
| 1  | El Manu           |                 | 14 gennaio 2019  |                      |
| 2  | L'intercanvi      |                 | 21 gennaio 2019  |                      |
| 3  | El robatori       |                 | 28 gennaio 2019  |                      |
| 4  | El cordó policial |                 | 4 febbraio 2019  |                      |
| 5  | La traïció        |                 | 11 febbraio 2019 |                      |
| 6  |                   |                 | 18 febbraio 2019 |                      |
| 7  |                   |                 | 25 febbraio 2019 |                      |
| 8  |                   |                 | 4 marzo 2019     |                      |
| 9  |                   |                 | 11 marzo 2019    |                      |
| 10 |                   |                 | 18 marzo 2019    |                      |
| 11 |                   |                 | 25 marzo 2019    |                      |
| 12 |                   |                 | 1º aprile 2019   |                      |
| 13 |                   |                 | 8 aprile 2019    |                      |